# Gabriele Arenberger
Gabriele Arenberger (* 18. November 1960) ist eine österreichische Politikerin (SPÖ). Arenberger war von 2000 bis 2008 Abgeordnete zum Burgenländischen Landtag.

## Leben
Gabriele Arenberger  besuchte die Volks- und Hauptschule und absolvierte im Anschluss eine HBLA für wirtschaftliche Frauenberufe. Arenberger arbeitete beim Roten Kreuz Wien und der Gemeinde Wien. Sie ist Hausfrau und Betreuungshilfe im Büro der Tagesmütter seit 1998.
Sie ist Mutter zweier Kinder.

## Politik
Arenberger wohnt in Leithaprodersdorf, wo sie auch Ortsparteivorsitzende und Mitglied des Gemeinderates ist. Seit dem 28. Dezember 2000 ist sie Mitglied im Burgenländischen Landtag und Mitglied im Umweltausschuss (Obfrau), im Agrarausschuss (Obmann-Stellvertreterin) und Sozialausschuss. Zudem ist Arenberger Bereichssprecherin für Umwelt, Land- und Forstwirtschaft, Tierschutz und Menschen mit Behinderung.
Im Mai 2008 kündigte Arenberger ihren Rückzug aus dem Landtag an. Zuvor hatte sie sich erfolglos um die Funktion der Bezirksparteiobfrau in Eisenstadt-Umgebung beworben. Nachdem sich auch Nationalratsabgeordnete Gerhard Steier für den Posten beworben hatte, zog Arenberger ihre Kandidatur zurück, nachdem klar geworden war, dass Steier zum SPÖ-Bezirksparteichef gewählt werden würde. Arenberger legte ihr Landtagsmandat mit dem 31. Juli zurück, ihr Gemeinderatsmandat behielt sie. Im Landtag folgte ihr Robert Hergovich nach.